# Tapung Lestari
Tapung Lestari is een bestuurslaag in het regentschap Kampar van de provincie Riau, Indonesië. Tapung Lestari telt 1431 inwoners (volkstelling 2010).